# SciTE
SCIntilla based Text Editor o SciTE és un editor de textos multiplataforma de codi obert escrit per Neil Hodgson, que utilitza el component d'edició Scintilla. Funciona tant amb Windows com amb Linux. Fou publicat sota una versió minimalista de la Historical Permission Notice and Disclaimer. Està disponible en 39 llengües, incloent-hi el català.